# Широкополье (Самарская область)
Широкополье — железнодорожная станция (населённый пункт) в Безенчукском районе Самарской области России. Входит в состав сельского поселения Песочное.

## География
Станция находится в центральной части Самарской области, в пределах Восточно-Европейской равнины, в степной зоне, при железнодорожной линии Сызрань — Самара, на расстоянии примерно 7 километров (по прямой) к юго-востоку от посёлка городского типа Безенчук, административного центра района. Абсолютная высота — 53 метра над уровнем моря.
Климат
Климат характеризуется как умеренно континентальный. Среднегодовая температура — 4,6 °C. Средняя температура воздуха самого тёплого месяца (июля) — 21,1 °C (абсолютный максимум — 41 °C); самого холодного (января) — −12,3 °C (абсолютный минимум — −47 °C). Среднегодовое количество атмосферных осадков составляет 466 мм, из которых около 306 мм выпадает в период с апреля по октябрь. Снежный покров образуется в третьей декаде ноября и держится в течение 141 дня.
Часовой пояс
Станция Широкополье, как и вся Самарская область, находится в часовой зоне МСК+1. Смещение применяемого времени относительно UTC составляет +4:00.

## Население
| 2010 | 2012 | 2013 | 2014 | 2015 | 2016 |
| ---- | ---- | ---- | ---- | ---- | ---- |
| 0    | →0   | →0   | →0   | →0   | →0   |